# Миза (Ардатовський район)
Миза  (рос. Мыза) — селище в Росії у складі Ардатовського району Нижньогородської області. Входить до складу Хрипуновської сільської ради. Раніше входило до складу Надежинської сільської ради. 

## Географія
Розташований у центрі району, на безіменному струмку, що впадає справа у річку Іржа, висота над рівнем моря 180 м. Дороги ґрунтові, автобусне сполучення відсутнє. Найближчі населені пункти: Малиновка за 2 км на північний захід, Юсупово за 3 км на захід, райцентр Ардатов за 17 км на північний захід. У селищі - пам'ятка архітектури місцевого значення - садиба Хомутова Н.А.

## Населення
| 1999 | 2002 | 2010 |
| ---- | ---- | ---- |
| 34   | ↘25  | ↘16  |